# Piave
A Piave (németül Ploden, latinul Plavis. friuli nyelven Plâf) egy északi-olaszországi folyó, amelyet az olaszok „a haza szent folyójának” is neveznek. Az Alpokban ered, déli irányba haladva mintegy 220 km hosszan húzódik végig Veneto régión, végül Velence közelében az Adriai-tengerbe ömlik. Az ország azon folyói közül, amelyek tengerbe ömlenek, a Piave az ötödik leghosszabb.
A Piave az olasz nyelvben hagyományosan nőnemű név („la Piave”), de a 20. század második felében, többek között a La leggenda del Piave című híres dal hatására „elhímneműsödött”.

## Földrajza
Az osztrák határ közelében, a Karni-Alpok keleti részén emelkedő, 2683 méter magas Peralba hegy déli oldalán ered 2037 méteres magasságban, a Val Sesis völgyben, a helyi német nyelven Plodnnak is nevezett Sappada község területén, Friuli-Venezia Giulia régióban. „Hivatalos” forrásától, ahol egy katonasisakkal díszített kőemlékművet is felállítottak, néhány száz méterre található egy másik forrás is, amelynek vize a Val Visdende völgy irányába folyik, és amelyet Comelico lakói annak ellenére tartanak az „igazi Piavének”, hogy Arrigo Lorenzi földrajztudós 1936-ban megerősítette, hogy a valódi forrás a sappadai. A két forrásból eredő ág hamarosan egyesül, majd néhány kilométerrel később, Friulit elhagyva végig Veneto területén halad tovább.
A folyó felső szakasza hegyvidéki. Itt víztározók létesültek: 830 méter magasan a Tudaio, 683 méteren a Cadore, 420 méteren pedig a Soverzene. A hegységet elhagyva Treviso és Velence megyékben már sík területen folyik, ahol kanyargóssá válik. Itt Valdobbiadene, Nervesa della Battaglia, Ponte della Priula, San Donà di Piave, Musile di Piave, Eraclea és Jesolo városokat érinti.
A Velencétől 35 km-re északkeletre található torkolat közelében csatornákon keresztül vízi összeköttetésben áll a velencei lagúnával. Jelenlegi torkolatát és a hozzá vezető medret a velenceiek ásták ki a 16. században, hogy megakadályozzák a lagúna hordalékkal való feltöltődését. Az eredeti torkolat a városhoz közelebb, Jesolo és Cavallino között helyezkedik el, a folyó két ága San Donà di Piavénél válik el egymástól.
A Piave egész Európa egyik „legmesterségesebb” folyója, ez pedig ökológiai szempontból kedvezőtlen. A rajta felépített számos víztározó, erőmű, valamint a víz folyását szabályozó és irányító egyéb műtárgyak miatt a lefolyó víz mennyiségének szinte semmi köze a természetes csapadékmennyiséghez. Amikor az alsó folyás mentén található földek öntözéséhez nagyobb mennyiség szükséges (nyáron például 100 m³/s), mint amennyi a vízhozam lenne, a felsőbb szakaszon kiépített tározókból engedik le a vizet.

## Történelmi jelentősége

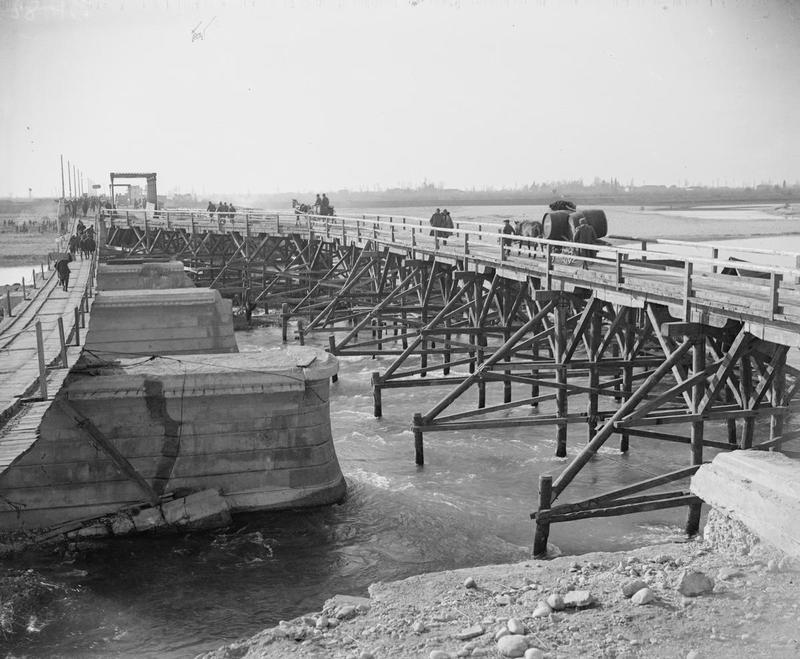
Egy ideiglenes fahíd a Piavén az I. világháborúban

1917-ben a caporettói áttörés eredményeképpen az Osztrák–Magyar Monarchia csapatai a Piavéig nyomultak előre, felőrölve ezáltal az olasz hadsereget. 1917. december 2-ától állóháború alakult ki a Piave mentén. Az olasz fronton három piavei csatáról beszélhetünk:
- az I. piavei csatának (1917 november 12. - december 2. között) a caporettói áttörés továbbfolytatása volt a célja;
- a II. piavei csata során (1918. június 15 - 22. között) az Osztrák–Magyar Monarchia csapatai vonultak előre olasz területekre;
- míg a III. piavei csata során (1918. október 24. - november 4. között) az olasz csapatok átkeltek a folyón és támadást indítottak a Monarchia ellen, ami a november 4-én életbe lépő padovai fegyverszünettel ért véget.

A három csata során több százezren haltak meg, vagy sebesültek meg a folyó mentén.

## Mellékvizei
Jobb oldali mellékvizek:
- Ansiei
- Ardo
- Boite
- Caorame
- Cordevole di Visdente
- Desedan
- Gresal
- Maè
- Mauric
- rio del Molino
- Padola
- Salmenga
- See
- Sonna
- Tegorzo
- Veses

Bal oldali mellékvizek:
- Ardo di Mel
- Cicogna
- Forada
- Frison
- Grande
- Limana
- Piova
- Rai
- Rimonta
- Storto
- Terche
- Vaiont
- rio di Val Gallina
- Valmontina

## Képek

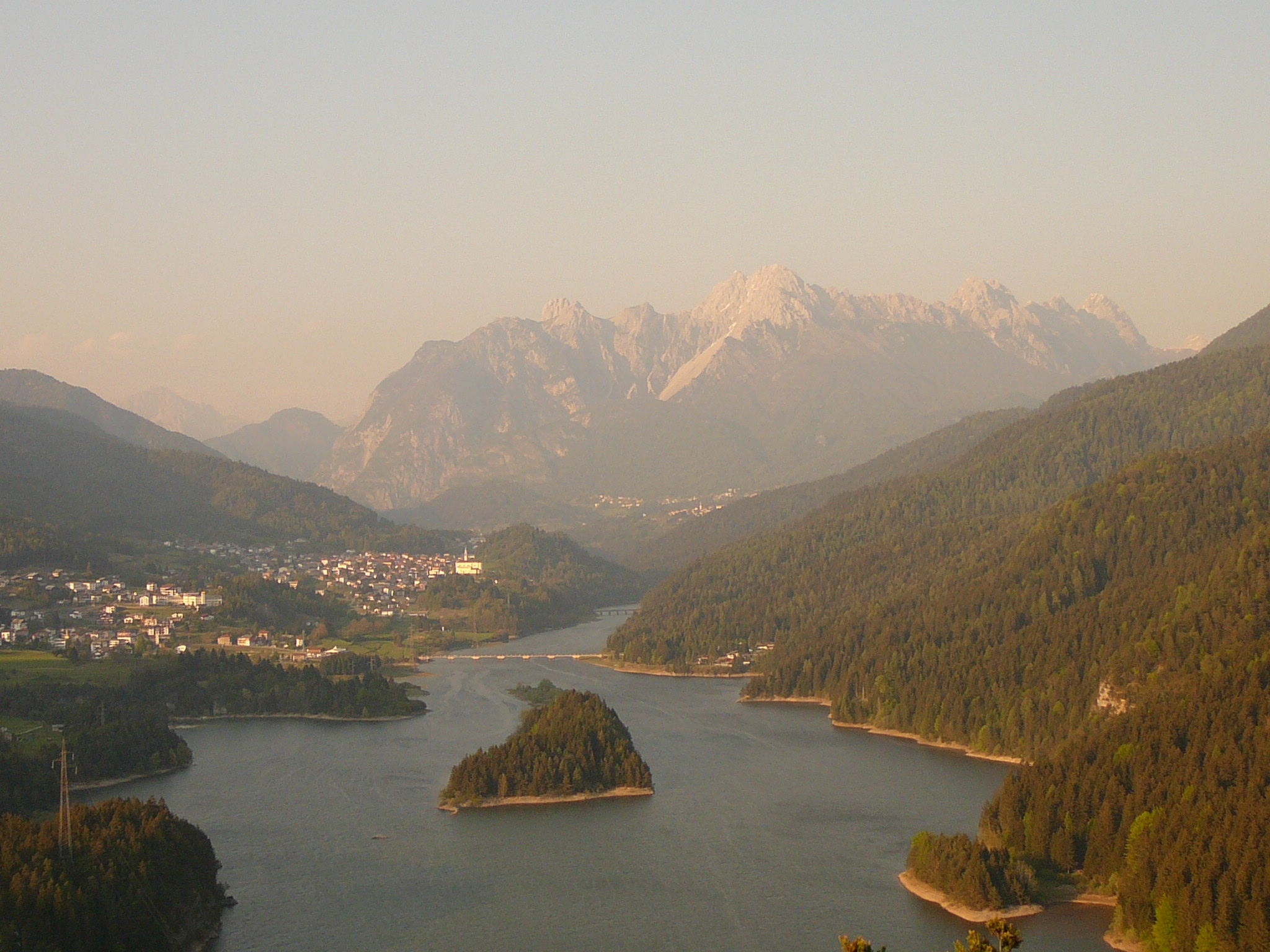
A Cadore-víztározó
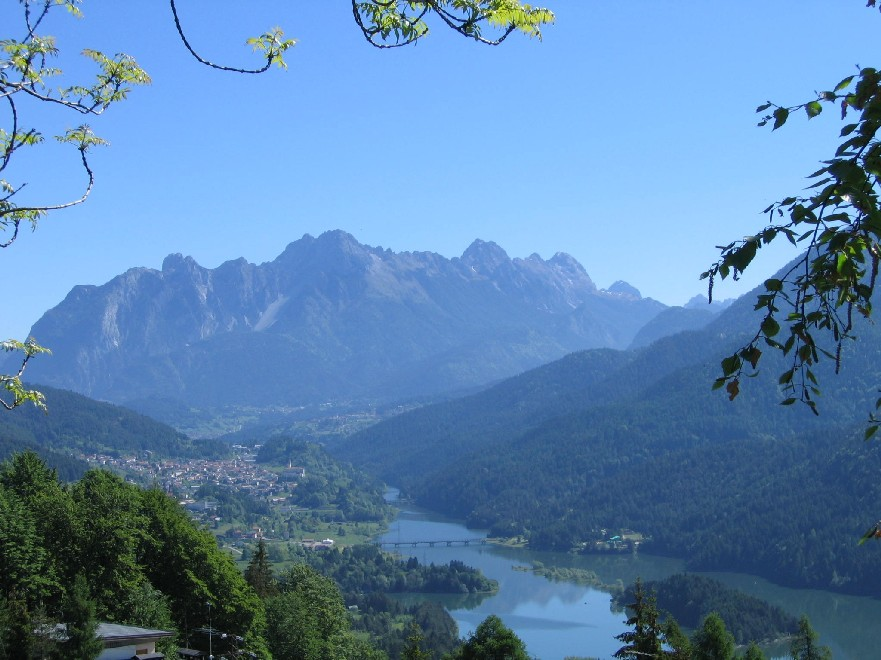
A Cadore-víztározó